# Lars Schache
Lars Schache (22 aprile 1976) è uno schermidore tedesco, specializzato nel fioretto. Ha vinto una medaglia d'oro ai Campionati mondiali di scherma.
È il marito di Anja Müller.